# Radmilo Mišović
Radmilo Mišović (in serbo Радмило Мишовић?; Čačak, 14 marzo 1943) è un ex cestista e allenatore di pallacanestro jugoslavo.